# العلاقات الأوغندية المولدوفية
العلاقات الأوغندية المولدوفية هي العلاقات الثنائية التي تجمع بين أوغندا ومولدوفا.

## مقارنة بين البلدين
هذه مقارنة عامة ومرجعية للدولتين:
| وجه المقارنة                                              | أوغندا                        | مولدوفا                           |
| --------------------------------------------------------- | ----------------------------- | --------------------------------- |
| المساحة (كم2)                                             | 241.04 ألف                    | 33.85 ألف                         |
| عدد السكان (نسمة)                                         | 42.86 مليون                   | 2.55 مليون                        |
| الكثافة السكانية (ن./كم²)                                 | 177.81                        | 75.33                             |
| العاصمة                                                   | كامبالا                       | كيشيناو                           |
| اللغة الرسمية                                             | لغة إنجليزية، اللغة السواحلية | اللغة المولدوفية، اللغة الرومانية |
| العملة                                                    | شيلينغ أوغندي                 | ليو مولدوفي                       |
| الناتج المحلي الإجمالي (بليون دولار)                      | 25.89 مليار                   | 8.13 مليار                        |
| الناتج المحلي الإجمالي (تعادل القوة الشرائية) بليون دولار | 72.25 مليار                   | 17.94 مليار                       |
| الناتج المحلي الإجمالي الاسمي للفرد دولار أمريكي          | 705                           | 3.65 ألف                          |
| الناتج المحلي الإجمالي للفرد دولار أمريكي                 | 1.77 ألف                      | 4.98 ألف                          |
| مؤشر التنمية البشرية                                      | 0.483                         | 0.693                             |
| رمز المكالمات الدولي                                      | +256                          | +373                              |
| رمز الإنترنت                                              | .ug                           | .md                               |
| المنطقة الزمنية                                           | ت ع م+03:00                   | ت ع م+02:00، ت ع م+03:00          |

## منظمات دولية مشتركة
يشترك البلدان في عضوية مجموعة من المنظمات الدولية، منها:
| علم المنظمة | اسم المنظمة                               | تاريخ انضمام أوغندا | تاريخ انضمام مولدوفا |
| ----------- | ----------------------------------------- | ------------------- | -------------------- |
|             | مؤسسة التنمية الدولية                     | 27 سبتمبر 1963      | 14 يونيو 1994        |
|             | يونسكو                                    | 9 نوفمبر 1962       | 27 مايو 1992         |
|             | وكالة ضمان الاستثمار متعدد الأطراف        | 10 يونيو 1992       | 9 يونيو 1993         |
|             | الأمم المتحدة                             | 25 أكتوبر 1962      | 2 مارس 1992          |
|             | الفريق المعني برصد الأرض                  | ?                   | ?                    |
|             | الاتحاد البريدي العالمي                   | ?                   | ?                    |
|             | البنك الدولي للإنشاء والتعمير             | 27 سبتمبر 1963      | 12 أغسطس 1992        |
|             | الاتحاد الدولي للاتصالات                  | 8 مارس 1963         | 20 أكتوبر 1992       |
|             | منظمة حظر الأسلحة الكيميائية              | ?                   | ?                    |
|             | مؤسسة التمويل الدولية                     | 27 سبتمبر 1963      | 10 مارس 1995         |
|             | المركز الدولي لتسوية المنازعات الاستشارية | 14 أكتوبر 1966      | 4 يونيو 2011         |
|             | منظمة التجارة العالمية                    | ?                   | ?                    |
|             | منظمة الشرطة الجنائية الدولية             | ?                   | ?                    |

## وصلات خارجية
- موقع وزارة الخارجية الأوغندية
- موقع وزارة الخارجية المولدوفية